# Bunuri mobile din domeniul numismatică clasate în patrimoniul cultural național al României aflate în județul Călărași (tezaur)
Acestă listă conține bunurile mobile din domeniul numismatică clasate în Patrimoniul cultural național al României aflate la momentul clasării în județul Călărași.
| Foto | Informații generale     | Detalii tehnice | Descriere | Deținător                       | Legături |
| ---- | ----------------------- | --- | --- | ------------------------------- | -------- |
|      | Tetradrahmă             | Datare: 148-80 Descoperit: jud. Călărași, com. Dorobanțu, Boșneagu Material: argint                                                                           | Descriere avers: Capul imberb al lui Dionysos, încununat cu iederă, părul strâns la spate, spre dreapta Descriere revers: Heracles nud, în picioare spre stânga, sprijinit în măciucă, purtând pe brațul stâng blana leului din Nemeea Legendă revers: HPAKΛEOYΣ ΣΩΘHPΩΣ ΘAΣIΩN                                       | Muzeul Dunării de Jos, Călărași | Cimec    |
|      | Tetradrahmă             | Datare: 168-148 Descoperit: jud. Călărași, com. Dorobanțu, Boșneagu Material: argint                                                                          | Descriere avers: Capul imberb al lui Dionysos, încununat cu iederă, părul strâns la spate, spre dreapta Descriere revers: Heracles nud, în picioare spre stânga, sprijinit în măciucă, purtând pe brațul stâng blana leului din Nemeea Legendă revers: HPAKΛEOYΣ ΣΩΘHPΩΣ ΘAΣIΩN                                       | Muzeul Dunării de Jos, Călărași | Cimec    |
|      | Tetradrahmă             | Datare: 168-148 Descoperit: jud. Călărași, com. Dorobanțu, Boșneagu Material: argint                                                                          | Descriere avers: Capul imberb al lui Dionysos, încununat cu iederă, părul strâns la spate, spre dreapta Descriere revers: Heracles nud, în picioare spre stânga, sprijinit în măciucă, purtând pe brațul stâng blana leului din Nemeea Legendă revers: HPAKΛEOYΣ ΣΩΘHPΩΣ ΘAΣIΩN                                       | Muzeul Dunării de Jos, Călărași | Cimec    |
|      | Tetradrahmă             | Datare: 148-80 Descoperit: jud. Călărași, com. Dorobanțu, Boșneagu Material: argint                                                                           | Descriere avers: Capul imberb al lui Dionysos, încununat cu iederă, părul strâns la spate, spre dreapta Descriere revers: Heracles nud, în picioare spre stânga, sprijinit în măciucă, purtând pe brațul stâng blana leului din Nemeea Legendă revers: HPAKΛEOYΣ ΣΩΘHPΩΣ ΘAΣIΩN                                       | Muzeul Dunării de Jos, Călărași | Cimec    |
|      | Tetradrahmă             | Datare: 148-80 Descoperit: jud. Călărași, com. Dorobanțu, Boșneagu Material: argint                                                                           | Descriere avers: Capul imberb al lui Dionysos, încununat cu iederă, părul strâns la spate, spre dreapta Descriere revers: Heracles nud, în picioare spre stânga, sprijinit în măciucă, purtând pe brațul stâng blana leului din Nemeea Legendă revers: HPAKΛEOYΣ ΣΩΘHPΩΣ ΘAΣIΩN                                       | Muzeul Dunării de Jos, Călărași | Cimec    |
|      | Tetradrahmă             | Datare: 148-80 Descoperit: jud. Călărași, com. Dorobanțu, Boșneagu Material: argint                                                                           | Descriere avers: Capul imberb al lui Dionysos, încununat cu iederă, părul strâns la spate, spre dreapta Descriere revers: Heracles nud, în picioare spre stânga, sprijinit în măciucă, purtând pe brațul stâng blana leului din Nemeea Legendă revers: HPAKΛEOYΣ ΣΩΘHPΩΣ ΘAΣIΩN                                       | Muzeul Dunării de Jos, Călărași | Cimec    |
|      | Tetradrahmă             | Datare: 148-80 Descoperit: jud. Călărași, com. Dorobanțu, Boșneagu Material: argint                                                                           | Descriere avers: Capul imberb al lui Dionysos, încununat cu iederă, părul strâns la spate, spre dreapta Descriere revers: Heracles nud, în picioare spre stânga, sprijinit în măciucă, purtând pe brațul stâng blana leului din Nemeea Legendă revers: HPAKΛEOYΣ ΣΩΘHPΩΣ ΘAΣIΩN                                       | Muzeul Dunării de Jos, Călărași | Cimec    |
|      | Tetradrahmă             | Datare: 148-80 Descoperit: jud. Călărași, com. Dorobanțu, Boșneagu Material: argint                                                                           | Descriere avers: Capul imberb al lui Dionysos, încununat cu iederă, părul strâns la spate, spre dreapta Descriere revers: Heracles nud, în picioare spre stânga, sprijinit în măciucă, purtând pe brațul stâng blana leului din Nemeea Legendă revers: HPAKΛEOYΣ ΣΩΘHPΩΣ ΘAΣIΩN                                       | Muzeul Dunării de Jos, Călărași | Cimec    |
|      | Tetradrahmă             | Datare: 148-80 Descoperit: jud. Călărași, com. Dorobanțu, Boșneagu Material: argint                                                                           | Descriere avers: Capul imberb al lui Dionysos, încununat cu iederă, părul strâns la spate, spre dreapta Descriere revers: Heracles nud, în picioare spre stânga, sprijinit în măciucă, purtând pe brațul stâng blana leului din Nemeea Legendă revers: HPAKΛEOYΣ ΣΩΘHPΩΣ ΘAΣIΩN                                       | Muzeul Dunării de Jos, Călărași | Cimec    |
|      | Tetradrahmă             | Datare: 148-80 Descoperit: jud. Călărași, com. Dorobanțu, Boșneagu Material: argint                                                                           | Descriere avers: Capul imberb al lui Dionysos, încununat cu iederă, părul strâns la spate, spre dreapta Descriere revers: Heracles nud, în picioare spre stânga, sprijinit în măciucă, purtând pe brațul stâng blana leului din Nemeea Legendă revers: HPAKΛEOYΣ ΣΩΘHPΩΣ ΘAΣIΩN                                       | Muzeul Dunării de Jos, Călărași | Cimec    |
|      | Tetradrahmă             | Datare: 168-148 Descoperit: jud. Călărași, com. Dorobanțu, Boșneagu Material: argint                                                                          | Descriere avers: Capul imberb al lui Dionysos, încununat cu iederă, părul strâns la spate, spre dreapta Descriere revers: Heracles nud, în picioare spre stânga, sprijinit în măciucă, purtând pe brațul stâng blana leului din Nemeea Legendă revers: HPAKΛEOYΣ ΣΩΘHPΩΣ ΘAΣIΩN                                       | Muzeul Dunării de Jos, Călărași | Cimec    |
|      | Tetradrahmă             | Datare: 148-80 Descoperit: jud. Călărași, com. Dorobanțu, Boșneagu Material: argint                                                                           | Descriere avers: Capul imberb al lui Dionysos, încununat cu iederă, părul strâns la spate, spre dreapta Descriere revers: Heracles nud, în picioare spre stânga, sprijinit în măciucă, purtând pe brațul stâng blana leului din Nemeea Legendă revers: HPAKΛEOYΣ ΣΩΘHPΩΣ ΘAΣIΩN                                       | Muzeul Dunării de Jos, Călărași | Cimec    |
|      | Tetradrahmă             | Datare: 148-80 Descoperit: jud. Călărași, com. Dorobanțu, Boșneagu Material: argint                                                                           | Descriere avers: Capul imberb al lui Dionysos, încununat cu iederă, părul strâns la spate, spre dreapta Descriere revers: Heracles nud, în picioare spre stânga, sprijinit în măciucă, purtând pe brațul stâng blana leului din Nemeea Legendă revers: HPAKΛEOYΣ ΣΩΘHPΩΣ ΘAΣIΩN                                       | Muzeul Dunării de Jos, Călărași | Cimec    |
|      | Tetradrahmă             | Datare: 148-80 Descoperit: jud. Călărași, com. Dorobanțu, Boșneagu Material: argint                                                                           | Descriere avers: Capul imberb al lui Dionysos, încununat cu iederă, părul strâns la spate, spre dreapta Descriere revers: Heracles nud, în picioare spre stânga, sprijinit în măciucă, purtând pe brațul stâng blana leului din Nemeea Legendă revers: HPAKΛEOYΣ ΣΩΘHPΩΣ ΘAΣIΩN                                       | Muzeul Dunării de Jos, Călărași | Cimec    |
|      | Tetradrahmă             | Datare: 148-80 Descoperit: jud. Călărași, com. Dorobanțu, Boșneagu Material: argint                                                                           | Descriere avers: Capul imberb al lui Dionysos, încununat cu iederă, părul strâns la spate, spre dreapta Descriere revers: Heracles nud, în picioare spre stânga, sprijinit în măciucă, purtând pe brațul stâng blana leului din Nemeea Legendă revers: HPAKΛEOYΣ ΣΩΘHPΩΣ ΘAΣIΩN                                       | Muzeul Dunării de Jos, Călărași | Cimec    |
|      | Tetradrahmă             | Datare: 148-80 Descoperit: jud. Călărași, com. Dorobanțu, Boșneagu Material: argint                                                                           | Descriere avers: Capul imberb al lui Dionysos, încununat cu iederă, părul strâns la spate, spre dreapta Descriere revers: Heracles nud, în picioare spre stânga, sprijinit în măciucă, purtând pe brațul stâng blana leului din Nemeea Legendă revers: HPAKΛEOYΣ ΣΩΘHPΩΣ ΘAΣIΩN                                       | Muzeul Dunării de Jos, Călărași | Cimec    |
|      | Tetradrahmă             | Datare: 148-80 Descoperit: jud. Călărași, com. Dorobanțu, Boșneagu Material: argint                                                                           | Descriere avers: Capul imberb al lui Dionysos, încununat cu iederă, părul strâns la spate, spre dreapta Descriere revers: Heracles nud, în picioare spre stânga, sprijinit în măciucă, purtând pe brațul stâng blana leului din Nemeea Legendă revers: HPAKΛEOYΣ ΣΩΘHPΩΣ ΘAΣIΩN                                       | Muzeul Dunării de Jos, Călărași | Cimec    |
|      | Tetradrahmă             | Datare: 148-80 Descoperit: jud. Călărași, com. Dorobanțu, Boșneagu Material: argint                                                                           | Descriere avers: Capul imberb al lui Dionysos, încununat cu iederă, părul strâns la spate, spre dreapta Descriere revers: Heracles nud, în picioare spre stânga, sprijinit în măciucă, purtând pe brațul stâng blana leului din Nemeea Legendă revers: HPAKΛEOYΣ ΣΩΘHPΩΣ ΘAΣIΩN                                       | Muzeul Dunării de Jos, Călărași | Cimec    |
|      | Tetradrahmă             | Datare: 148-80 Descoperit: jud. Călărași, com. Dorobanțu, Boșneagu Material: argint                                                                           | Descriere avers: Capul imberb al lui Dionysos, încununat cu iederă, părul strâns la spate, spre dreapta Descriere revers: Heracles nud, în picioare spre stânga, sprijinit în măciucă, purtând pe brațul stâng blana leului din Nemeea Legendă revers: HPAKΛEOYΣ ΣΩΘHPΩΣ ΘAΣIΩN                                       | Muzeul Dunării de Jos, Călărași | Cimec    |
|      | Tetradrahmă             | Datare: 148-80 Descoperit: jud. Călărași, com. Dorobanțu, Boșneagu Material: argint                                                                           | Descriere avers: Capul imberb al lui Dionysos, încununat cu iederă, părul strâns la spate, spre dreapta Descriere revers: Heracles nud, în picioare spre stânga, sprijinit în măciucă, purtând pe brațul stâng blana leului din Nemeea Legendă revers: HPAKΛEOYΣ ΣΩΘHPΩΣ ΘAΣIΩN                                       | Muzeul Dunării de Jos, Călărași | Cimec    |
|      | Tetradrahmă             | Datare: 148-80 Descoperit: jud. Călărași, com. Dorobanțu, Boșneagu Material: argint                                                                           | Descriere avers: Capul imberb al lui Dionysos, încununat cu iederă, părul strâns la spate, spre dreapta Descriere revers: Heracles nud, în picioare spre stânga, sprijinit în măciucă, purtând pe brațul stâng blana leului din Nemeea Legendă revers: HPAKΛEOYΣ ΣΩΘHPΩΣ ΘAΣIΩN                                       | Muzeul Dunării de Jos, Călărași | Cimec    |
|      | Tetradrahmă             | Datare: 148-80 Descoperit: jud. Călărași, com. Dorobanțu, Boșneagu Material: argint                                                                           | Descriere avers: Capul imberb al lui Dionysos, încununat cu iederă, părul strâns la spate, spre dreapta Descriere revers: Heracles nud, în picioare spre stânga, sprijinit în măciucă, purtând pe brațul stâng blana leului din Nemeea Legendă revers: HPAKΛEOYΣ ΣΩΘHPΩΣ ΘAΣIΩN                                       | Muzeul Dunării de Jos, Călărași | Cimec    |
|      | Tetradrahmă             | Datare: 148-80 Descoperit: jud. Călărași, com. Dorobanțu, Boșneagu Material: argint                                                                           | Descriere avers: Capul imberb al lui Dionysos, încununat cu iederă, părul strâns la spate, spre dreapta Descriere revers: Heracles nud, în picioare spre stânga, sprijinit în măciucă, purtând pe brațul stâng blana leului din Nemeea Legendă revers: HPAKΛEOYΣ ΣΩΘHPΩΣ ΘAΣIΩN                                       | Muzeul Dunării de Jos, Călărași | Cimec    |
|      | Tetradrahmă             | Datare: 148-80 Descoperit: jud. Călărași, com. Dorobanțu, Boșneagu Material: argint                                                                           | Descriere avers: Capul imberb al lui Dionysos, încununat cu iederă, părul strâns la spate, spre dreapta Descriere revers: Heracles nud, în picioare spre stânga, sprijinit în măciucă, purtând pe brațul stâng blana leului din Nemeea Legendă revers: HPAKΛEOYΣ ΣΩΘHPΩΣ ΘAΣIΩN                                       | Muzeul Dunării de Jos, Călărași | Cimec    |
|      | Tetradrahmă             | Datare: 148-80 Descoperit: jud. Călărași, com. Dorobanțu, Boșneagu Material: argint                                                                           | Descriere avers: Capul imberb al lui Dionysos, încununat cu iederă, părul strâns la spate, spre dreapta Descriere revers: Heracles nud, în picioare spre stânga, sprijinit în măciucă, purtând pe brațul stâng blana leului din Nemeea Legendă revers: HPAKΛEOYΣ ΣΩΘHPΩΣ ΘAΣIΩN                                       | Muzeul Dunării de Jos, Călărași | Cimec    |
|      | Tetradrahmă             | Datare: 148-80 Descoperit: jud. Călărași, com. Dorobanțu, Boșneagu Material: argint                                                                           | Descriere avers: Capul imberb al lui Dionysos, încununat cu iederă, părul strâns la spate, spre dreapta Descriere revers: Heracles nud, în picioare spre stânga, sprijinit în măciucă, purtând pe brațul stâng blana leului din Nemeea Legendă revers: HPAKΛEOYΣ ΣΩΘHPΩΣ ΘAΣIΩN                                       | Muzeul Dunării de Jos, Călărași | Cimec    |
|      | Tetradrahmă             | Datare: 148-80 Descoperit: jud. Călărași, com. Dorobanțu, Boșneagu Material: argint                                                                           | Descriere avers: Capul imberb al lui Dionysos, încununat cu iederă, părul strâns la spate, spre dreapta Descriere revers: Heracles nud, în picioare spre stânga, sprijinit în măciucă, purtând pe brațul stâng blana leului din Nemeea Legendă revers: HPAKΛEOYΣ ΣΩΘHPΩΣ ΘAΣIΩN                                       | Muzeul Dunării de Jos, Călărași | Cimec    |
|      | Tetradrahmă             | Datare: 189-45 Descoperit: jud. Călărași, com. Dorobanțu, Boșneagu Material: argint                                                                           | Descriere avers: Capul imberb al lui Dionysos, încununat cu iederă, spre dreapta Descriere revers: Heracles nud, în picioare spre stânga, sprijinit în măciucă, purtând pe brațul stâng blana leului din Nemeea Legendă revers: ΔIONYΣOY ΣΩΘHPΩΣ MAPΩNITΩN                                                            | Muzeul Dunării de Jos, Călărași | Cimec    |
|      | Tetradrahmă de tip Rasa | Datare: mijlocul sec. III a. Chr Descoperit: jud. Călărași, com. Rasa Material: argint                                                                        | Descriere avers: Capul lui Zeus, cu cunună de lauri, spre dreapta. Descriere revers: Cal și călăreț la trap spre dreapta. | Muzeul Dunării de Jos, Călărași | Cimec    |
|      | Tetradrahmă de tip Rasa | Datare: mijlocul sec. III a. Chr Descoperit: jud. Călărași, com. Rasa Material: argint                                                                        | Descriere avers: Capul lui Zeus, cu cunună de lauri, spre dreapta. Descriere revers: Cal și călăreț la trap spre dreapta. | Muzeul Dunării de Jos, Călărași | Cimec    |
|      | Tetradrahmă de tip Rasa | Datare: mijlocul sec. III a. Chr Descoperit: jud. Călărași, com. Rasa Material: argint                                                                        | Descriere avers: Capul lui Zeus, cu cunună de lauri, spre dreapta. Descriere revers: Cal și călăreț la trap spre dreapta. | Muzeul Dunării de Jos, Călărași | Cimec    |
|      | Tetradrahmă             | Datare: c. 310-c. 290 Școală: Corinth Descoperit: jud. Călărași, com. Rasa Material: argint                                                                   | Descriere avers: Capul lui Herakles spre dreapta. Descriere revers: Zeus Aetophoros, șezând pe tron spre stânga, ține sceptru. În câmp stânga Nike ținând cunună. Sub tron NO. Legendă revers: AΛΕΞΑΝΔΡΟΥ | Muzeul Dunării de Jos, Călărași | Cimec    |
|      | Tetradrahmă             | Datare: c. 315-c. 294 Școală: Amphipolis Descoperit: jud. Călărași, com. Rasa Material: argint                                                                | Descriere avers: Capul lui Herakles spre dreapta. Descriere revers: Zeus Aetophoros, șezând pe tron spre stânga, ține sceptru. Sigla Λ și torță în câmp stânga. Stea cu 8 raze sub tron. Legendă revers: AΛΕΞΑΝΔΡΟΥ                                                                                                   | Muzeul Dunării de Jos, Călărași | Cimec    |
|      | Tetradrahmă             | Datare: c. 317-c. 300 Școală: atelier necunoscut din Siria Descoperit: jud. Călărași, com. Rasa Material: argint                                              | Descriere avers: Capul lui Herakles spre dreapta. Descriere revers: Zeus Aetophoros, șezând pe tron spre stânga, ține sceptru. Cap de vier în câmp stânga. Legendă revers: AΛΕΞΑΝΔΡΟΥ | Muzeul Dunării de Jos, Călărași | Cimec    |
|      | Denar                   | Datare: Post 211 a.Chr. Școală: Roma Descoperit: jud. Călărași, com. Jegălia, Jegălia Material: AR                                                            | Descriere avers: Capul Romei cu coif spre dreapta; în spate X Descriere revers: Dioscurii călare spre dreapta Descriere exergă: ROMA Legendă revers: ROMA | Muzeul Dunării de Jos, Călărași | Cimec    |
|      | Denar                   | Datare: Post 211 a.Chr. Școală: Roma Descoperit: jud. Călărași, com. Jegălia, Jegălia Material: AR                                                            | Descriere avers: Capul Romei cu coif spre dreapta; în spate X Descriere revers: Dioscurii călare spre dreapta Descriere exergă: ROMA Legendă revers: ROMA | Muzeul Dunării de Jos, Călărași | Cimec    |
|      | Denar                   | Datare: 153 a.Chr. Școală: Roma Descoperit: jud. Călărași, com. Jegălia, Jegălia Material: AR                                                                 | Descriere avers: Capul Romei cu coif spre dreapta; în spate X Descriere revers: Victorie în bigă spre dreapta Descriere exergă: ROMA Legendă revers: C . MAIAN (MA și AN în ligatură) // ROMA | Muzeul Dunării de Jos, Călărași | Cimec    |
|      | Denar                   | Datare: 152 a.Chr. Școală: Roma Descoperit: jud. Călărași, com. Jegălia, Jegălia Material: AR                                                                 | Descriere avers: Capul Romei cu coif spre dreapta; în spate X Descriere revers: Victorie în bigă spre dreapta Descriere exergă: ROMA Legendă revers: L. SAVF (MF în ligatură) // ROMA | Muzeul Dunării de Jos, Călărași | Cimec    |
|      | Denar                   | Datare: 150 a.Chr. Școală: Roma Descoperit: jud. Călărași, com. Jegălia, Jegălia Material: AR                                                                 | Descriere avers: Capul Romei cu coif spre dreapta; în spate X Descriere revers: Victorie în bigă spre dreapta Descriere exergă: ROMA Legendă revers: SAFRA // ROMA | Muzeul Dunării de Jos, Călărași | Cimec    |
|      | Denar                   | Datare: 148 a.Chr. Școală: Roma Descoperit: jud. Călărași, com. Jegălia, Jegălia Material: AR                                                                 | Descriere avers: Capul Romei cu coif spre dreapta; în față X Descriere revers: Dioscurii călare spre dreapta Descriere exergă: ROMA Legendă revers: Q . MARC (MA în ligatură) // ROMA | Muzeul Dunării de Jos, Călărași | Cimec    |
|      | Denar                   | Datare: 148 a.Chr. Școală: Roma Descoperit: jud. Călărași, com. Jegălia, Jegălia Material: AR                                                                 | Descriere avers: Capul Romei cu coif spre dreapta; în față X Descriere revers: Dioscurii călare spre dreapta Descriere exergă: ROMA Legendă revers: L. SEMP (MP în ligatură) // ROMA | Muzeul Dunării de Jos, Călărași | Cimec    |
|      | Denar                   | Datare: 146 a.Chr. Școală: Roma Descoperit: jud. Călărași, com. Jegălia, Jegălia Material: AR                                                                 | Descriere avers: Capul Romei cu coif spre dreapta; în față X; în spate un cățel Descriere revers: Dioscurii călare spre dreapta Descriere exergă: ROMA Legendă revers: C. ANTESTI (ANTE în ligatură) // ROMA | Muzeul Dunării de Jos, Călărași | Cimec    |
|      | Denar                   | Datare: 140 a.Chr. Școală: Roma Descoperit: jud. Călărași, com. Jegălia, Jegălia Material: AR                                                                 | Descriere avers: Capul Romei cu coif spre dreapta; în față X Descriere revers: Victorie în bigă spre dreapta Descriere exergă: ROMA Legendă revers: FLAC / C. VAL.C.F (VAL în ligatură) // ROMA | Muzeul Dunării de Jos, Călărași | Cimec    |
|      | Denar                   | Datare: 138 a.Chr. Școală: Roma Descoperit: jud. Călărași, com. Jegălia, Jegălia Material: AR                                                                 | Descriere avers: Capul Romei cu coif spre dreapta; în față X Descriere revers: Iuno în bigă trasă de capre spre dreapta Descriere exergă: ROMA Legendă revers: C. RENI // ROMA | Muzeul Dunării de Jos, Călărași | Cimec    |
|      | Denar                   | Datare: 138 a.Chr. Școală: Roma Descoperit: jud. Călărași, com. Jegălia, Jegălia Material: AR                                                                 | Descriere avers: Capul Romei cu coif spre dreapta; în față X Descriere revers: Dioscurii călare spre dreapta Descriere exergă: ROMA Legendă revers: P. PAETVS // ROMA | Muzeul Dunării de Jos, Călărași | Cimec    |
|      | Denar                   | Datare: 137 a.Chr. Școală: Roma Descoperit: jud. Călărași, com. Jegălia, Jegălia Material: AR                                                                 | Descriere avers: Capul Romei cu coif spre stânga; în față X Descriere revers: Apollo în cvadrigă spre dreapta Descriere exergă: ROMA Legendă revers: ROMA // M. BAEBI Q.F | Muzeul Dunării de Jos, Călărași | Cimec    |
|      | Denar                   | Datare: 136 a.Chr. Școală: Roma Descoperit: jud. Călărași, com. Jegălia, Jegălia Material: AR                                                                 | Descriere avers: Capul Romei cu coif spre dreapta; în față X Descriere revers: Dioscurii călare spre dreapta Descriere exergă: ROMA Legendă revers: CN. LVCR // ROMA | Muzeul Dunării de Jos, Călărași | Cimec    |
|      | Denar                   | Datare: 136 a.Chr. Școală: Roma Descoperit: jud. Călărași, com. Jegălia, Jegălia Material: AR                                                                 | Descriere avers: Capul Romei cu coif spre dreapta; în față X Descriere revers: Iupiter în cvadrigă spre dreapta Descriere exergă: ROMA Legendă revers: L. ANTES (ANTE în ligatură) // ROMA | Muzeul Dunării de Jos, Călărași | Cimec    |
|      | Denar                   | Datare: 136 a.Chr. Școală: Roma Descoperit: jud. Călărași, com. Jegălia, Jegălia Material: AR                                                                 | Descriere avers: Capul Romei cu coif spre dreapta; în spate o cunună și X Descriere revers: Dioscurii călărind în direcții opuse Descriere exergă: C. SERVEILI M.F Legendă revers: C. SERVEILI M.F | Muzeul Dunării de Jos, Călărași | Cimec    |
|      | Denar                   | Datare: 134 a.Chr. Școală: Roma Descoperit: jud. Călărași, com. Jegălia, Jegălia Material: AR                                                                 | Descriere avers: Capul Romei cu coif spre dreapta; în spate X Descriere revers: Coloană încadrată de două personaje Legendă revers: Sus ROMA; în stânga TI. MINVCI C.F; în dreapta AVGVRINI | Muzeul Dunării de Jos, Călărași | Cimec    |
|      | Denar                   | Datare: 134 a.Chr. Școală: Roma Descoperit: jud. Călărași, com. Jegălia, Jegălia Material: AR                                                                 | Descriere avers: Capul Romei cu coif spre dreapta; în față X Descriere revers: Marte în cvadrigă spre dreapta Descriere exergă: ROMA Legendă revers: C. ABVRI (AB și VR în ligatură) // ROMA | Muzeul Dunării de Jos, Călărași | Cimec    |
|      | Denar                   | Datare: 130 a.Chr. Școală: Roma Descoperit: jud. Călărași, com. Jegălia, Jegălia Material: AR                                                                 | Descriere avers: Capul Romei cu coif spre dreapta; în față X Descriere revers: Iupiter în cvadrigă spre dreapta Descriere exergă: ROMA Legendă revers: ROMA | Muzeul Dunării de Jos, Călărași | Cimec    |
|      | Denar                   | Datare: 130 a.Chr. Școală: Roma Descoperit: jud. Călărași, com. Jegălia, Jegălia Material: AR                                                                 | Descriere avers: Capul Romei cu coif spre dreapta; în spate X Descriere revers: Hercules în cvadrigă spre dreapta Descriere exergă: ROMA Legendă revers: ROMA | Muzeul Dunării de Jos, Călărași | Cimec    |
|      | Denar                   | Datare: 128 a.Chr. Școală: Roma Descoperit: jud. Călărași, com. Jegălia, Jegălia Material: AR                                                                 | Descriere avers: Capul Romei cu coif spre dreapta; în spate o cunună Descriere revers: Victorie în bigă spre dreapta Descriere exergă: T. CLOVLI Legendă revers: T. CLOVLI | Muzeul Dunării de Jos, Călărași | Cimec    |
|      | Denar                   | Datare: 124 a.Chr. Școală: Roma Descoperit: jud. Călărași, com. Jegălia, Jegălia Material: AR                                                                 | Descriere avers: Capul Romei cu coif spre dreapta; în față X Descriere revers: Iupiter în cvadrigă spre dreapta Descriere exergă: Q. FABI Legendă revers: Q. FABI | Muzeul Dunării de Jos, Călărași | Cimec    |
|      | Denar                   | Datare: 123 a.Chr. Școală: Roma Descoperit: jud. Călărași, com. Jegălia, Jegălia Material: AR                                                                 | Descriere avers: Capul Romei cu coif spre dreapta; în spate X Descriere revers: Victorie în bigă spre dreapta Descriere exergă: ROMA Legendă revers: C. CATO // ROMA | Muzeul Dunării de Jos, Călărași | Cimec    |
|      | Denar                   | Datare: 122 a.Chr. Școală: Roma Descoperit: jud. Călărași, com. Jegălia, Jegălia Material: AR                                                                 | Descriere avers: Capul Romei cu coif spre dreapta; în spate ramură; în față X Descriere revers: Jupiter în cvadrigă spre dreapta Descriere exergă: ROMA Legendă revers: M. CARBO // ROMA | Muzeul Dunării de Jos, Călărași | Cimec    |
|      | Denar                   | Datare: 119 a.Chr. Școală: Roma Descoperit: jud. Călărași, com. Jegălia, Jegălia Material: AR                                                                 | Descriere avers: Capul lui Ianus Descriere revers: Roma spre stânga, așezând o cunună pe un trofeu Descriere exergă: PHILI (PHI în ligatură) Legendă revers: ROMA // PHILI (PHI în ligatură) | Muzeul Dunării de Jos, Călărași | Cimec    |
|      | Denar                   | Datare: 118 a.Chr. Școală: Narbo Descoperit: jud. Călărași, com. Jegălia, Jegălia Material: AR                                                                | Descriere avers: Capul Romei cu coif spre dreapta; în spate X Descriere revers: Luptător în bigă spre dreapta Descriere exergă: L. LIC. CN. DOM Legendă revers: L. LIC. CN. DOM | Muzeul Dunării de Jos, Călărași | Cimec    |
|      | Denar                   | Datare: 118 a.Chr. Școală: Narbo Descoperit: jud. Călărași, com. Jegălia, Jegălia Material: AR                                                                | Descriere avers: Capul Romei cu coif spre dreapta; în spate X Descriere revers: Luptător în bigă spre dreapta Descriere exergă: L. LIC. CN. DOM Legendă revers: L. LIC. CN. DOM | Muzeul Dunării de Jos, Călărași | Cimec    |
|      | Denar                   | Datare: 117 sau 116 a.Chr. Școală: Roma Descoperit: jud. Călărași, com. Jegălia, Jegălia Material: AR                                                         | Descriere avers: Capul Romei cu coif spre dreapta; în față X Descriere revers: Victorie în bigă spre dreapta Descriere exergă: M. CAL. Q. MET (AL și MET în ligatură) Legendă revers: CNFOVL (NF și VL în ligatură) // M. CAL. Q. MET (AL și MET în ligatură)                                                         | Muzeul Dunării de Jos, Călărași | Cimec    |
|      | Denar                   | Datare: 116 sau 115 a.Chr. Școală: Roma Descoperit: jud. Călărași, com. Jegălia, Jegălia Material: AR                                                         | Descriere avers: Capul Romei cu coif spre dreapta; în spate X Descriere revers: Victorie în bigă spre dreapta Descriere exergă: ROMA Legendă revers: M. SILA (LA în ligatură) // ROMA | Muzeul Dunării de Jos, Călărași | Cimec    |
|      | Denar                   | Datare: 115 sau 114 a.Chr. Școală: Roma Descoperit: jud. Călărași, com. Jegălia, Jegălia Material: AR                                                         | Descriere avers: Capul Romei cu coif spre dreapta; în spate X Descriere revers: Roma șezând spre dreapta, pe niște scuturi, ținând suliță în mâna stângă; în fața ei, lupoaica și cei doi gemeni, Romulus și Remus Legendă revers: Fără legendă                                                                       | Muzeul Dunării de Jos, Călărași | Cimec    |
|      | Denar                   | Datare: 114 sau 113 a.Chr. Școală: Roma Descoperit: jud. Călărași, com. Jegălia, Jegălia Material: AR                                                         | Descriere avers: Bust feminin laureat și diademat spre dreapta (Roma ?); în spate X Descriere revers: Trei arcade pe care este așezată o statuie ecvestră spre dreapta Legendă revers: MN. AEMILIO (MN în ligatură) / L E P                                                                                           | Muzeul Dunării de Jos, Călărași | Cimec    |
|      | Denar                   | Datare: 114 sau 113 a.Chr. Școală: Roma Descoperit: jud. Călărași, com. Jegălia, Jegălia Material: AR                                                         | Descriere avers: Bust feminin laureat și diademat spre dreapta (Roma ?); în spate X Descriere revers: Trei arcade pe care este așezată o statuie ecvestră spre dreapta Legendă revers: MN. AEMILIO (MN în ligatură) / L E P                                                                                           | Muzeul Dunării de Jos, Călărași | Cimec    |
|      | Denar                   | Datare: 110 sau 109 a.Chr. Școală: Roma Descoperit: jud. Călărași, com. Jegălia, Jegălia Material: AR                                                         | Descriere avers: Capul Romei cu coif spre dreapta; în față X Descriere revers: Trei personaje, dintre care cel aflat în centru este îmbrăcat în costum militar și ține mâna dreaptă ridicată Descriere exergă: PROVOCO Legendă revers: PROVOCO                                                                        | Muzeul Dunării de Jos, Călărași | Cimec    |
|      | Denar                   | Datare: 109 sau 108 a.Chr. Școală: Roma Descoperit: jud. Călărași, com. Jegălia, Jegălia Material: AR                                                         | Descriere avers: Capul lui Sol radiat spre dreapta; în față X Descriere revers: Luna în bigă spre dreapta; deasupra trei stele, iar dedesubt una Descriere exergă: ROMA Legendă revers: MN. AQVIL (MN în ligatură) // ROMA                                                                                            | Muzeul Dunării de Jos, Călărași | Cimec    |
|      | Denar                   | Datare: 109 sau 108 a.Chr. Școală: Roma Descoperit: jud. Călărași, com. Jegălia, Jegălia Material: AR                                                         | Descriere avers: [Cap bărbătesc purtând cunună din frunze de stejar spre dreapta (Apollo ?); în față X] Descriere revers: Dioscurii din față, încadrați între doi cai Descriere exergă: [L. MEMMI] Legendă revers: [L. MEMMI]                                                                                         | Muzeul Dunării de Jos, Călărași | Cimec    |
|      | Denar                   | Datare: 109 sau 108 a.Chr. Școală: Roma Descoperit: jud. Călărași, com. Jegălia, Jegălia Material: AR                                                         | Descriere avers: Capul Romei cu coif spre dreapta; în spate X Descriere revers: Ambarcațiune spre dreapta încadrată într-o cunună din ramuri de stejar Legendă revers: Q. LVTATI (VT în ligatură) / Q | Muzeul Dunării de Jos, Călărași | Cimec    |
|      | Denar                   | Datare: 109 sau 108 a.Chr. Școală: Roma Descoperit: jud. Călărași, com. Jegălia, Jegălia Material: AR                                                         | Descriere avers: Capul Romei cu coif spre dreapta; în spate X Descriere revers: Ambarcațiune spre dreapta încadrată într-o cunună din ramuri de stejar Legendă revers: Q. LVTATI (VT în ligatură) / Q | Muzeul Dunării de Jos, Călărași | Cimec    |
|      | Denar                   | Datare: 108 sau 107 a.Chr. Școală: Roma Descoperit: jud. Călărași, com. Jegălia, Jegălia Material: AR                                                         | Descriere avers: Bustul Victoriei spre dreapta; în față X Descriere revers: Marte cu suliță și trofeu mergând spre stânga Legendă revers: L. VALERI / FLACCI | Muzeul Dunării de Jos, Călărași | Cimec    |
|      | Denar                   | Datare: 108 sau 107 a.Chr. Școală: Roma Descoperit: jud. Călărași, com. Jegălia, Jegălia Material: AR                                                         | Descriere avers: Capetele acolate ale Dioscurilor; dedesubt X Descriere revers: Ambarcațiune spre dreapta Legendă revers: MN. FONTEI (MN și NTE în ligatură) | Muzeul Dunării de Jos, Călărași | Cimec    |
|      | Denar                   | Datare: 106 a.Chr. Școală: Roma Descoperit: jud. Călărași, com. Jegălia, Jegălia Material: AR                                                                 | Descriere avers: Capul lui Zeus spre stânga; în spate, marcă de control: Q Descriere revers: Jupiter în cvadrigă spre dreapta Descriere exergă: L. SCIP ASIAG Legendă revers: L. SCIP ASIAG | Muzeul Dunării de Jos, Călărași | Cimec    |
|      | Denar                   | Datare: 106 a.Chr. Școală: Roma Descoperit: jud. Călărași, com. Jegălia, Jegălia Material: AR                                                                 | Descriere avers: Capul lui Zeus spre stânga Descriere revers: Jupiter în cvadrigă spre dreapta; sus marcă de control: K Descriere exergă: L. SCIP ASIAG Legendă revers: L. SCIP ASIAG | Muzeul Dunării de Jos, Călărași | Cimec    |
|      | Denar                   | Datare: 105 a.Chr. Școală: Roma Descoperit: jud. Călărași, com. Jegălia, Jegălia Material: AR                                                                 | Descriere avers: Capul lui Iunio Sospita spre dreapta Descriere revers: Taur spre dreapta; sus marcă de control: D Descriere exergă: BALBVS Legendă revers: L. THORIVS // BALBVS | Muzeul Dunării de Jos, Călărași | Cimec    |
|      | Denar                   | Datare: 105 a.Chr. Școală: Roma Descoperit: jud. Călărași, com. Jegălia, Jegălia Material: AR                                                                 | Descriere avers: Capul lui Iunio Sospita spre dreapta Descriere revers: Taur spre dreapta; sus marcă de control: F Descriere exergă: BALBVS Legendă revers: L. THORIVS // BALBVS | Muzeul Dunării de Jos, Călărași | Cimec    |
|      | Denar                   | Datare: 104 a.Chr. Școală: Roma Descoperit: jud. Călărași, com. Jegălia, Jegălia Material: AR                                                                 | Descriere avers: Capul Romei cu coif spre stânga Descriere revers: Saturn în cvadrigă spre dreapta; jos marcă de control: K culcat încadrat de două puncte Descriere exergă: L. SATVRN Legendă revers: L. SATVRN | Muzeul Dunării de Jos, Călărași | Cimec    |
|      | Denar                   | Datare: 104 a.Chr. Școală: Roma Descoperit: jud. Călărași, com. Jegălia, Jegălia Material: AR                                                                 | Descriere avers: Capul Romei cu coif spre stânga Descriere revers: Saturn în cvadrigă spre dreapta; jos marcă de control: Z Descriere exergă: L. SATVRN Legendă revers: L. SATVRN | Muzeul Dunării de Jos, Călărași | Cimec    |
|      | Denar                   | Datare: 104 a.Chr. Școală: Roma Descoperit: jud. Călărași, com. Jegălia, Jegălia Material: AR                                                                 | Descriere avers: Capul Romei cu coif spre stânga Descriere revers: Victorie în bigă spre stânga; deasupra marcă de control: P Descriere exergă: CALD Legendă revers: C. COIL // CALD | Muzeul Dunării de Jos, Călărași | Cimec    |
|      | Denar                   | Datare: 104 a.Chr. Școală: Roma Descoperit: jud. Călărași, com. Jegălia, Jegălia Material: AR                                                                 | Descriere avers: Capul Romei cu coif spre stânga Descriere revers: Victorie în bigă spre stânga; deasupra marcă de control: L cu punct dedesubt Descriere exergă: CALD Legendă revers: C. COIL // CALD | Muzeul Dunării de Jos, Călărași | Cimec    |
|      | Denar                   | Datare: 104 a.Chr. Școală: Roma Descoperit: jud. Călărași, com. Jegălia, Jegălia Material: AR                                                                 | Descriere avers: Capul Romei cu coif spre stânga Descriere revers: Victorie în bigă spre stânga; deasupra marcă de control incertă Descriere exergă: CALD Legendă revers: C. COIL // CALD | Muzeul Dunării de Jos, Călărași | Cimec    |
|      | Denar                   | Datare: 103 a.Chr. Școală: Roma Descoperit: jud. Călărași, com. Jegălia, Jegălia Material: AR                                                                 | Descriere avers: Capul lui Marte cu coif spre stânga Descriere revers: Soldat roman, protejat de un camarad căzut, luptând împotriva unui barbar Descriere exergă: Q. THERM M.F (THE și MF în ligatură) Legendă revers: Q. THERM M.F (THE și MF în ligatură)                                                          | Muzeul Dunării de Jos, Călărași | Cimec    |
|      | Denar                   | Datare: 103 a.Chr. Școală: Roma Descoperit: jud. Călărași, com. Jegălia, Jegălia Material: AR                                                                 | Descriere avers: Capul lui Marte cu coif spre stânga Descriere revers: Soldat roman, protejat de un camarad căzut, luptând împotriva unui barbar Descriere exergă: Q. THERM M.F (THE și MF în ligatură) Legendă revers: Q. THERM M.F (THE și MF în ligatură)                                                          | Muzeul Dunării de Jos, Călărași | Cimec    |
|      | Denar                   | Datare: 103 a.Chr. Școală: Roma Descoperit: jud. Călărași, com. Jegălia, Jegălia Material: AR                                                                 | Descriere avers: Capul lui Marte cu coif spre stânga Descriere revers: Soldat roman, protejat de un camarad căzut, luptând împotriva unui barbar Descriere exergă: Q. THERM M.F (THE și MF în ligatură) Legendă revers: Q. THERM M.F (THE și MF în ligatură)                                                          | Muzeul Dunării de Jos, Călărași | Cimec    |
|      | Denar                   | Datare: 100 a.Chr. Școală: Roma Descoperit: jud. Călărași, com. Jegălia, Jegălia Material: AR                                                                 | Descriere avers: Bustul Minervei cu coif spre stânga Descriere revers: Victorie în bigă spre dreapta Descriere exergă: P. SERVILI M.F Legendă revers: P // P. SERVILI M.F | Muzeul Dunării de Jos, Călărași | Cimec    |
|      | Denar                   | Datare: 92 a.Chr. Școală: Roma Descoperit: jud. Călărași, com. Jegălia, Jegălia Material: AR                                                                  | Descriere avers: Cap feminin diademat spre dreapta Descriere revers: Diana ]n big[ tras[ de cerbi spre dreapta dedesubt un greiere Descriere exergă: C. ALLI Legendă revers: C. ALLI | Muzeul Dunării de Jos, Călărași | Cimec    |
|      | Denar                   | Datare: 96 a.Chr. Școală: Roma Descoperit: jud. Călărași, com. Jegălia, Jegălia Material: AR                                                                  | Descriere avers: Bustul Dianei spre dreapta, cu arc și tolbă pe umăr Descriere revers: Trei călăreți în galop spre stânga; în fața lor, două stindarde și un luptător căzut Descriere exergă: A. ALBINVS S.F Legendă revers: A. ALBINVS S.F                                                                           | Muzeul Dunării de Jos, Călărași | Cimec    |
|      | Denar                   | Datare: 96 a.Chr. Școală: Roma Descoperit: jud. Călărași, com. Jegălia, Jegălia Material: AR                                                                  | Descriere avers: Capul lui Apollo laureat spre dreapta Descriere revers: Roma șezând spre stânga, pe scuturi, cu suliță în mâna stângă și lance în dreapta, încoronată de o Victorie Descriere exergă: ROMA Legendă revers: C. MALL (AL în ligatură) // ROMA                                                          | Muzeul Dunării de Jos, Călărași | Cimec    |
|      | Denar                   | Datare: 91 a.Chr. Școală: Roma Descoperit: jud. Călărași, com. Jegălia, Jegălia Material: AR                                                                  | Descriere avers: Capul Romei cu coif spre dreapta; în spate, marcă de control: P Descriere revers: Victorie în bigă spre dreapta; deasupra marcă de control: XVIIII Descriere exergă: D. SILANVS L.F / ROMA Legendă revers: D. SILANVS L.F / ROMA                                                                     | Muzeul Dunării de Jos, Călărași | Cimec    |
|      | Denar                   | Datare: 90 a.Chr. Școală: Roma Descoperit: jud. Călărași, com. Jegălia, Jegălia Material: AR                                                                  | Descriere avers: Capul lui Apollo, laureat, spre dreapta; în spate, marcă de control: XXXVIII Descriere revers: În galop spre dreapta; deasupra marcă de control incertă (. . . CVII) Legendă revers: L. PISO FRVGI / monogramă                                                                                       | Muzeul Dunării de Jos, Călărași | Cimec    |
|      | Denar                   | Datare: 91 a.Chr. Școală: Roma Descoperit: jud. Călărași, com. Jegălia, Jegălia Material: AR                                                                  | Descriere avers: Capul Romei cu coif spre dreapta; în spate, marcă de control: R Descriere revers: Victorie în bigă spre dreapta; deasupra marcă de control incertă Descriere exergă: D. SILANVS L.F / [ROMA] Legendă revers: D. SILANVS L.F / [ROMA]                                                                 | Muzeul Dunării de Jos, Călărași | Cimec    |
|      | Denar                   | Datare: 90 a.Chr. Școală: Roma Descoperit: jud. Călărași, com. Jegălia, Jegălia Material: AR                                                                  | Descriere avers: Capul lui Apollo, laureat, spre dreapta; în spate, marcă de control incertă Descriere revers: Călăreț în galop spre dreapta; dedesubt marcă de control CXXXX Legendă revers: L. PISO FRVG | Muzeul Dunării de Jos, Călărași | Cimec    |
|      | Denar                   | Datare: 90 a.Chr. Școală: Roma Descoperit: jud. Călărași, com. Jegălia, Jegălia Material: AR                                                                  | Descriere avers: Capul lui Apollo, laureat, spre dreapta; în spate, marcă de control incertă Descriere revers: Călăreț în galop spre dreapta; dedesubt marcă de control incertă Legendă revers: L. PISO FRVGI | Muzeul Dunării de Jos, Călărași | Cimec    |
|      | Denar                   | Datare: 90 a.Chr. Școală: Roma Descoperit: jud. Călărași, com. Jegălia, Jegălia Material: AR                                                                  | Descriere avers: Capul unei divinități masculine purtând diademă înaripată spre dreapta Descriere revers: Pegas spre dreapta Legendă revers: Q. TITI | Muzeul Dunării de Jos, Călărași | Cimec    |
|      | Denar                   | Datare: 90 a.Chr. Școală: Roma Descoperit: jud. Călărași, com. Jegălia, Jegălia Material: AR                                                                  | Descriere avers: Capul unei divinități masculine purtând diademă înaripată spre dreapta Descriere revers: Pegas spre dreapta Legendă revers: Q. TITI | Muzeul Dunării de Jos, Călărași | Cimec    |
|      | Denar                   | Datare: 90 a.Chr. Școală: Roma Descoperit: jud. Călărași, com. Jegălia, Jegălia Material: AR                                                                  | Descriere avers: Capul unei divinități masculine purtând diademă înaripată spre dreapta Descriere revers: Pegas spre dreapta Legendă revers: Q. TITI | Muzeul Dunării de Jos, Călărași | Cimec    |
|      | Denar                   | Datare: 90 a.Chr. Școală: Roma Descoperit: jud. Călărași, com. Jegălia, Jegălia Material: AR                                                                  | Descriere avers: Capul lui Liber purtând cunună din frunze de iederă spre dreapta Descriere revers: Pegas spre dreapta Legendă revers: Q. TITI | Muzeul Dunării de Jos, Călărași | Cimec    |
|      | Denar                   | Datare: 90 a.Chr. Școală: Roma Descoperit: jud. Călărași, com. Jegălia, Jegălia Material: AR                                                                  | Descriere avers: Capul lui Liber purtând cunună din frunze de iederă spre dreapta Descriere revers: Pegas spre dreapta Legendă revers: Q. TITI | Muzeul Dunării de Jos, Călărași | Cimec    |
|      | Denar                   | Datare: 90 a.Chr. Școală: Roma Descoperit: jud. Călărași, com. Jegălia, Jegălia Material: AR                                                                  | Descriere avers: Capul lui Liber purtând cunună din frunze de iederă spre dreapta Descriere revers: Pegas spre dreapta Legendă revers: Q. TITI | Muzeul Dunării de Jos, Călărași | Cimec    |
|      | Denar                   | Datare: 90 a.Chr. Școală: Roma Descoperit: jud. Călărași, com. Jegălia, Jegălia Material: AR                                                                  | Descriere avers: Capul lui Apollo, laureat, spre dreapta; în spate, marcă de control incertă Descriere revers: Minerva în cvadrigă spre dreapta Descriere exergă: C. VIBIVS C.F Legendă revers: C. VIBIVS C.F | Muzeul Dunării de Jos, Călărași | Cimec    |
|      | Denar                   | Datare: 90 a.Chr. Școală: Roma Descoperit: jud. Călărași, com. Jegălia, Jegălia Material: AR                                                                  | Descriere avers: Capul lui Apollo, laureat, spre dreapta Descriere revers: Minerva în cvadrigă spre dreapta Descriere exergă: C. VIBIVS C.F Legendă revers: C. VIBIVS C.F | Muzeul Dunării de Jos, Călărași | Cimec    |
|      | Denar                   | Datare: 89 a.Chr. Școală: Roma Descoperit: jud. Călărași, com. Jegălia, Jegălia Material: AR                                                                  | Descriere avers: Capul regelui Tatius spre dreapta; în față monogramă TA Descriere revers: Răpirea sabinelor Descriere exergă: L. TITVRI Legendă revers: L. TITVRI | Muzeul Dunării de Jos, Călărași | Cimec    |
|      | Denar                   | Datare: 89 a.Chr. Școală: Roma Descoperit: jud. Călărași, com. Jegălia, Jegălia Material: AR                                                                  | Descriere avers: Capul regelui Tatius spre dreapta; în față A.PV Descriere revers: Răpirea sabinelor Descriere exergă: L. TITVRI Legendă revers: [L. TITVRI] | Muzeul Dunării de Jos, Călărași | Cimec    |
|      | Denar                   | Datare: 89 a.Chr. Școală: Roma Descoperit: jud. Călărași, com. Jegălia, Jegălia Material: AR                                                                  | Descriere avers: Capul regelui Tatius spre dreapta; în față ramură de palmier Descriere revers: Scenă înfățișând uciderea Tarpeei; deasupra semilună și o stea Descriere exergă: L. TITVRI Legendă revers: L. TITVRI                                                                                                  | Muzeul Dunării de Jos, Călărași | Cimec    |
|      | Denar                   | Datare: 89 a.Chr. Școală: Roma Descoperit: jud. Călărași, com. Jegălia, Jegălia Material: AR                                                                  | Descriere avers: Capul regelui Tatius spre dreapta Descriere revers: Scenă înfățișând uciderea Tarpeei; deasupra semilună și o stea Descriere exergă: L. TITVRI Legendă revers: L. TITVRI | Muzeul Dunării de Jos, Călărași | Cimec    |
|      | Denar                   | Datare: 88 a.Chr. Școală: Roma Descoperit: jud. Călărași, com. Jegălia, Jegălia Material: AR                                                                  | Descriere avers: Bustul lui Marte spre dreapta Descriere revers: Victorie în bigă spre dreapta Descriere exergă: [CN. LENTVL] Legendă revers: [CN. LENTVL] | Muzeul Dunării de Jos, Călărași | Cimec    |
|      | Denar                   | Datare: 87 a.Chr. Școală: Roma Descoperit: jud. Călărași, com. Jegălia, Jegălia Material: AR                                                                  | Descriere avers: Bustul lui Jupiter, cu sceptru pe umăr, spre dreapta Descriere revers: Cvadrigă triumfală spre dreapta; deasupra o Victorie Descriere exergă: L. RVBRI Legendă revers: L. RVBRI | Muzeul Dunării de Jos, Călărași | Cimec    |
|      | Denar                   | Datare: 87 a.Chr. Școală: Roma Descoperit: jud. Călărași, com. Jegălia, Jegălia Material: AR                                                                  | Descriere avers: Bustul Minervei în galop spre dreapta Descriere revers: Cvadrigă triumfală spre dreapta; deasupra o Victorie în bigă Descriere exergă: [L. RVBRI] Legendă revers: [L. RVBRI] | Muzeul Dunării de Jos, Călărași | Cimec    |
|      | Denar                   | Datare: 86 a.Chr. Școală: Roma Descoperit: jud. Călărași, com. Jegălia, Jegălia Material: AR                                                                  | Descriere avers: Capul lui Apollo, cu cunună din ramuri de stejar, spre dreapta; dedesubt fulger Descriere revers: Jupiter în cvadrigă spre dreapta Legendă revers: Fără legendă | Muzeul Dunării de Jos, Călărași | Cimec    |
|      | Denar                   | Datare: 86 a.Chr. Școală: Roma Descoperit: jud. Călărași, com. Jegălia, Jegălia Material: AR                                                                  | Descriere avers: Capul lui Apollo, cu cunună din ramuri de stejar, spre dreapta; dedesubt fulger Descriere revers: Jupiter în cvadrigă spre dreapta Legendă revers: Fără legendă | Muzeul Dunării de Jos, Călărași | Cimec    |
|      | Denar                   | Datare: 86 a.Chr. Școală: Roma Descoperit: jud. Călărași, com. Jegălia, Jegălia Material: AR                                                                  | Descriere avers: Capul lui Apollo, cu cunună din ramuri de stejar, spre dreapta; dedesubt fulger Descriere revers: Jupiter în cvadrigă spre dreapta Legendă revers: Fără legendă | Muzeul Dunării de Jos, Călărași | Cimec    |
|      | Denar                   | Datare: 86 a.Chr. Școală: Roma Descoperit: jud. Călărași, com. Jegălia, Jegălia Material: AR                                                                  | Descriere avers: Capul lui Apollo, cu cunună din ramuri de stejar, spre dreapta; dedesubt fulger Descriere revers: Jupiter în cvadrigă spre dreapta Legendă revers: Fără legendă | Muzeul Dunării de Jos, Călărași | Cimec    |
|      | Denar                   | Datare: 86 a.Chr. Școală: Roma Descoperit: jud. Călărași, com. Jegălia, Jegălia Material: AR                                                                  | Descriere avers: Capul lui Apollo, cu cunună din ramuri de stejar, spre dreapta; dedesubt fulger Descriere revers: Jupiter în cvadrigă spre dreapta Legendă revers: Fără legendă | Muzeul Dunării de Jos, Călărași | Cimec    |
|      | Denar                   | Datare: 86 a.Chr. Școală: Roma Descoperit: jud. Călărași, com. Jegălia, Jegălia Material: AR                                                                  | Descriere avers: Capul lui Apollo, cu cunună din ramuri de stejar, spre dreapta; dedesubt fulger Descriere revers: Jupiter în cvadrigă spre dreapta Legendă revers: Fără legendă | Muzeul Dunării de Jos, Călărași | Cimec    |
|      | Denar                   | Datare: 85 a.Chr. Școală: Roma Descoperit: jud. Călărași, com. Jegălia, Jegălia Material: AR                                                                  | Descriere avers: Capul unei divinități masculine având atributele lui Apollo, Mercur și Neptun, spre dreapta; în spate, marcă de control Descriere revers: Victorie în cvadrigă spre dreapta Descriere exergă: L. IVLI BVRSIO Legendă revers: L. IVLI BVRSIO                                                          | Muzeul Dunării de Jos, Călărași | Cimec    |
|      | Denar                   | Datare: 85 a.Chr. Școală: Roma Descoperit: jud. Călărași, com. Jegălia, Jegălia Material: AR                                                                  | Descriere avers: Capul unei divinități masculine având atributele lui Apollo, Mercur și Neptun, spre dreapta; în spate, marcă de control: o scăriță Descriere revers: Victorie în cvadrigă spre dreapta; în câmp marcă de control incertă Descriere exergă: L. IVLI BVRSIO Legendă revers: L. IVLI BVRSIO             | Muzeul Dunării de Jos, Călărași | Cimec    |
|      | Denar                   | Datare: 85 a.Chr. Școală: Roma Descoperit: jud. Călărași, com. Jegălia, Jegălia Material: AR                                                                  | Descriere avers: Capul unei divinități masculine având atributele lui Apollo, Mercur și Neptun, spre dreapta; în spate, marcă de control: un sceptru Descriere revers: Victorie în cvadrigă spre dreapta; în câmp marcă de control incertă Descriere exergă: L. IVLI BVRSIO Legendă revers: L. IVLI BVRSIO            | Muzeul Dunării de Jos, Călărași | Cimec    |
|      | Denar                   | Datare: 85 a.Chr. Școală: Roma Descoperit: jud. Călărași, com. Jegălia, Jegălia Material: AR                                                                  | Descriere avers: Capul lui Apollo, cu cunună din ramuri de stejar, spre dreapta; dedesubt fulger Descriere revers: Cupidon călare pe o capră spre dreapta; deasupra, pilei; în exergă, un thyrsos Legendă revers: Fără legendă                                                                                        | Muzeul Dunării de Jos, Călărași | Cimec    |
|      | Denar                   | Datare: 84 a.Chr. Școală: Roma Descoperit: jud. Călărași, com. Jegălia, Jegălia Material: AR                                                                  | Descriere avers: Bustul lui Apollo, cu fulger în mâna dreaptă, spre stânga Descriere revers: Minerva în cvadrigă spre dreapta Descriere exergă: C. LICINIVS L.F / [MACER] Legendă revers: C. LICINIVS L.F / [MACER]                                                                                                   | Muzeul Dunării de Jos, Călărași | Cimec    |
|      | Denar                   | Datare: 84 a.Chr. Școală: Roma Descoperit: jud. Călărași, com. Jegălia, Jegălia Material: AR                                                                  | Descriere avers: Capul Cybelei spre dreapta Descriere revers: Scaun curul pe care este inscripționat: P. FOVRIVS Descriere exergă: CRASSIPES Legendă revers: CRASSIPES | Muzeul Dunării de Jos, Călărași | Cimec    |
|      | Denar                   | Datare: 82 a.Chr. Școală: Roma Descoperit: jud. Călărași, com. Jegălia, Jegălia Material: AR                                                                  | Descriere avers: Cap laureat spre dreapta (Apollo ?); în spate, sceptru; în față marcă de control: V Descriere revers: Călăreț spre dreapta; în stânga marcă de control incertă Descriere exergă: P. CREPVSI Legendă revers: P. CREPVSI                                                                               | Muzeul Dunării de Jos, Călărași | Cimec    |
|      | Denar                   | Datare: 82 a.Chr. Școală: Roma Descoperit: jud. Călărași, com. Jegălia, Jegălia Material: AR                                                                  | Descriere avers: Cap laureat spre dreapta (Apollo ?); în spate, sceptru și marcă de control: O ?; în față marcă de control incertă Descriere revers: Călăreț spre dreapta; în stânga marcă de control ilizibilă Descriere exergă: P. CREPVSI Legendă revers: P. CREPVSI                                               | Muzeul Dunării de Jos, Călărași | Cimec    |
|      | Denar                   | Datare: 82 a.Chr. Școală: Roma Descoperit: jud. Călărași, com. Jegălia, Jegălia Material: AR                                                                  | Descriere avers: Cap laureat spre dreapta (Apollo ?); în spate, sceptru și marcă de control: K; în față marcă de control: o pasăre Descriere revers: Călăreț spre dreapta; marcă de control: CCXX Descriere exergă: P. CREPVSI Legendă revers: P. CREPVSI                                                             | Muzeul Dunării de Jos, Călărași | Cimec    |
|      | Denar                   | Datare: 82 a.Chr. Școală: Roma Descoperit: jud. Călărași, com. Jegălia, Jegălia Material: AR                                                                  | Descriere avers: Cap laureat spre dreapta (Apollo ?); în spate, sceptru și marcă de control: X; în față marcă de control incertă Descriere revers: Călăreț spre dreapta; marcă de control ilizibilă Descriere exergă: P. CREPVSI Legendă revers: P. CREPVSI                                                           | Muzeul Dunării de Jos, Călărași | Cimec    |
|      | Denar                   | Datare: 82 a.Chr. Școală: Roma Descoperit: jud. Călărași, com. Jegălia, Jegălia Material: AR                                                                  | Descriere avers: Bustul lui Mercur spre dreapta; în spate, caduceu Descriere revers: Ulysse spre dreapta Legendă revers: C.MAMIL – LIMETAN (TA în ligatură) | Muzeul Dunării de Jos, Călărași | Cimec    |
|      | Denar                   | Datare: 83-82 a.Chr. Școală: Roma Descoperit: jud. Călărași, com. Jegălia, Jegălia Material: AR                                                               | Descriere avers: Capul lui Zeus laureat spre dreapta Descriere revers: Victorie în cvadrigă spre dreapta Descriere exergă: Q.ANTO.BALB. // PR (ANT și AL în ligatură) Legendă revers: Q.ANTO.BALB. // PR (ANT și AL în ligatură)                                                                                      | Muzeul Dunării de Jos, Călărași | Cimec    |
|      | Denar                   | Datare: 83-82 a.Chr. Școală: Roma Descoperit: jud. Călărași, com. Jegălia, Jegălia Material: AR                                                               | Descriere avers: Capul lui Zeus laureat spre dreapta Descriere revers: Victorie în cvadrigă spre dreapta; dedesubt marcă de control: H Descriere exergă: Q.ANTO.BALB. // PR (ANT și AL în ligatură) Legendă revers: Q.ANTO.BALB. // PR (ANT și AL în ligatură)                                                        | Muzeul Dunării de Jos, Călărași | Cimec    |
|      | Denar                   | Datare: 83-82 a.Chr. Școală: Roma Descoperit: jud. Călărași, com. Jegălia, Jegălia Material: AR                                                               | Descriere avers: Capul lui Zeus laureat spre dreapta Descriere revers: Victorie în cvadrigă spre dreapta; dedesubt marcă de control: B Descriere exergă: Q.ANTO.BALB. // PR (ANT și AL în ligatură) Legendă revers: Q.ANTO.BALB. // PR (ANT și AL în ligatură)                                                        | Muzeul Dunării de Jos, Călărași | Cimec    |
|      | Denar                   | Datare: 82-81 a.Chr. Școală: Roma Descoperit: jud. Călărași, com. Jegălia, Jegălia Material: AR                                                               | Descriere avers: Cap feminin diademat spre dreapta; în față, o balanță Descriere revers: Victorie în bigă spre dreapta; deasupra număr de control; dedesubt Q Descriere exergă: C.TARQVITI.P.F Legendă revers: C.TARQVITI.P.F                                                                                         | Muzeul Dunării de Jos, Călărași | Cimec    |
|      | Denar                   | Datare: 81 a.Chr. Școală: Roma Descoperit: jud. Călărași, com. Jegălia, Jegălia Material: AR                                                                  | Descriere avers: Bustul Dianei, cu arc și tolbă, spre dreapta; deasupra un bucranium Descriere revers: În centru, un altar aprins; în stânga altarului, un taur, iar în dreapta un personaj masculin care ține în mâna dreaptă, deasupra taurului, un aspergillum Legendă revers: A. POST A.F S.N ALBIN (ligatură AL) | Muzeul Dunării de Jos, Călărași | Cimec    |
|      | Denar                   | Datare: 81 a.Chr. Școală: Roma Descoperit: jud. Călărași, com. Jegălia, Jegălia Material: AR                                                                  | Descriere avers: Capul Hispaniei cu voal spre dreapta Descriere revers: Personaj masculin cu mâna dreaptă ridicată, stând între o acvilă de legiune și fascii Descriere exergă: POST A.F Legendă revers: A. POST A.F S.N ALBIN (ligatură AL)                                                                          | Muzeul Dunării de Jos, Călărași | Cimec    |
|      | Denar                   | Datare: 81 a.Chr. Școală: Roma Descoperit: jud. Călărași, com. Jegălia, Jegălia Material: AR                                                                  | Descriere avers: Capul Hispaniei cu voal spre dreapta Descriere revers: Personaj masculin cu mâna dreaptă ridicată, stând între o acvilă de legiune și fascii Descriere exergă: POST A.F Legendă revers: A. POST A.F S.N ALBIN (ligatură AL)                                                                          | Muzeul Dunării de Jos, Călărași | Cimec    |
|      | Denar                   | Datare: 81 a.Chr. Școală: Roma Descoperit: jud. Călărași, com. Jegălia, Jegălia Material: AR                                                                  | Descriere avers: Cap Pietas spre dreapta; în față o barză Descriere revers: Elefant mergând spre stânga Descriere exergă: Q.C.M.P.I Legendă revers: IMPER | Muzeul Dunării de Jos, Călărași | Cimec    |
|      | Denar                   | Datare: 81 a.Chr. Școală: Roma Descoperit: jud. Călărași, com. Jegălia, Jegălia Material: AR                                                                  | Descriere avers: Bust Ceres spre dreapta Descriere revers: Plugar cu boi spre stânga; număr de control: CXXXVII Descriere exergă: C. MARI C.F Legendă revers: C. MARI C.F | Muzeul Dunării de Jos, Călărași | Cimec    |
|      | Denar                   | Datare: 81 a.Chr. Școală: Roma Descoperit: jud. Călărași, com. Jegălia, Jegălia Material: AR                                                                  | Descriere avers: Bust Ceres spre dreapta Descriere revers: Plugar cu boi spre stânga; număr de control ilizibil Descriere exergă: C. MARI C.F Legendă revers: C. MARI C.F | Muzeul Dunării de Jos, Călărași | Cimec    |
|      | Denar                   | Datare: 81 a.Chr. Școală: Roma Descoperit: jud. Călărași, com. Jegălia, Jegălia Material: AR                                                                  | Descriere avers: Bust Ceres spre dreapta Descriere revers: Plugar cu boi spre stânga; număr de control: CXXXIIII Descriere exergă: C. MARI C.F Legendă revers: C. MARI C.F | Muzeul Dunării de Jos, Călărași | Cimec    |
|      | Denar                   | Datare: 79 a.Chr. Școală: Roma Descoperit: jud. Călărași, com. Jegălia, Jegălia Material: AR                                                                  | Descriere avers: Cap Venus diademat spre dreapta Descriere revers: Victorie în trigă spre dreapta Descriere exergă: C. NAE.BALB (AE și AL în ligatură) Legendă revers: C. NAE.BALB (AE și AL în ligatură) | Muzeul Dunării de Jos, Călărași | Cimec    |
|      | Denar                   | Datare: 79 a.Chr. Școală: Roma Descoperit: jud. Călărași, com. Jegălia, Jegălia Material: AR                                                                  | Descriere avers: Cap Venus diademat spre dreapta Descriere revers: Victorie în trigă spre dreapta; marcă de control ilizibilă Descriere exergă: C. NAE.BALB (AE și AL în ligatură) Legendă revers: C. NAE.BALB (AE și AL în ligatură)                                                                                 | Muzeul Dunării de Jos, Călărași | Cimec    |
|      | Denar                   | Datare: 79 a.Chr. Școală: Roma Descoperit: jud. Călărași, com. Jegălia, Jegălia Material: AR                                                                  | Descriere avers: Cap Venus diademat spre dreapta Descriere revers: Victorie în trigă spre dreapta; marcă de control: VII Descriere exergă: C. NAE.BALB (AE și AL în ligatură) Legendă revers: C. NAE.BALB (AE și AL în ligatură)                                                                                      | Muzeul Dunării de Jos, Călărași | Cimec    |
|      | Denar                   | Datare: 79 a.Chr. Școală: Roma Descoperit: jud. Călărași, com. Jegălia, Jegălia Material: AR                                                                  | Descriere avers: Cap Venus diademat spre dreapta Descriere revers: Victorie în trigă spre dreapta; marcă de control: L Descriere exergă: C. NAE.BALB (AE și AL în ligatură) Legendă revers: C. NAE.BALB (AE și AL în ligatură)                                                                                        | Muzeul Dunării de Jos, Călărași | Cimec    |
|      | Denar                   | Datare: 79 a.Chr. Școală: Roma Descoperit: jud. Călărași, com. Jegălia, Jegălia Material: AR                                                                  | Descriere avers: Bustul Dianei, cu arc și tolbă pe umărul stâng, spre dreapta Descriere revers: Victorie în bigă spre dreapta; marcă de control: L Descriere exergă: TI. CLAVD TI.F // AP.N (VD și AP în ligatură) Legendă revers: TI. CLAVD TI.F // AP.N (VD și AP în ligatură)                                      | Muzeul Dunării de Jos, Călărași | Cimec    |
|      | Denar                   | Datare: 79 a.Chr. Școală: Roma Descoperit: jud. Călărași, com. Jegălia, Jegălia Material: AR                                                                  | Descriere avers: Bustul Dianei, cu arc și tolbă pe umărul stâng, spre dreapta Descriere revers: Victorie în bigă spre dreapta; marcă de control: XXXXIII Descriere exergă: TI. CLAVD TI.F // AP.N (VD și AP în ligatură) Legendă revers: TI. CLAVD TI.F // AP.N (VD și AP în ligatură)                                | Muzeul Dunării de Jos, Călărași | Cimec    |
|      | Denar                   | Datare: 78 a.Chr. Școală: Roma Descoperit: jud. Călărași, com. Jegălia, Jegălia Material: AR                                                                  | Descriere avers: Capul lui Jupiter laureat spre dreapta Descriere revers: Fațadă de templu Descriere exergă: M. VOLTEI M.F Legendă revers: M. VOLTEI M.F | Muzeul Dunării de Jos, Călărași | Cimec    |
|      | Denar                   | Datare: 78 a.Chr. Școală: Roma Descoperit: jud. Călărași, com. Jegălia, Jegălia Material: AR                                                                  | Descriere avers: Capul lui Liber cu cunună de iederă spre dreapta Descriere revers: Ceres în bigă trasă de șerpi spre dreapta; în spate, simbol de control neprecizat Descriere exergă: M. VOLTEI M.F Legendă revers: M. VOLTEI M.F                                                                                   | Muzeul Dunării de Jos, Călărași | Cimec    |
|      | Denar                   | Datare: 78 a.Chr. Școală: Roma Descoperit: jud. Călărași, com. Jegălia, Jegălia Material: AR                                                                  | Descriere avers: Capul lui Liber cu cunună de iederă spre dreapta Descriere revers: Cap Libera cu cunună ce viță de vie spre stânga Legendă revers: L. CASSI Q.F | Muzeul Dunării de Jos, Călărași | Cimec    |
|      | Denar                   | Datare: 77 a.Chr. Școală: Roma Descoperit: jud. Călărași, com. Jegălia, Jegălia Material: AR                                                                  | Descriere avers: Capul Romei cu coif spre dreapta Descriere revers: Victorie în bigă spre dreapta Descriere exergă: L. RVTILI Legendă revers: L. RVTILI | Muzeul Dunării de Jos, Călărași | Cimec    |
|      | Denar                   | Datare: 77 a.Chr. Școală: Roma Descoperit: jud. Călărași, com. Jegălia, Jegălia Material: AR                                                                  | Descriere avers: Capul Romei cu coif spre dreapta; în spate marcă de control: XXXII Descriere revers: Lupoaică mergând spre stânga Descriere exergă: P. SATRI Legendă revers: ROMA // P. SATRI | Muzeul Dunării de Jos, Călărași | Cimec    |
|      | Denar                   | Datare: 76 a.Chr. Școală: Roma Descoperit: jud. Călărași, com. Jegălia, Jegălia Material: AR                                                                  | Descriere avers: Capul lui Neptun laureat spre dreapta; în spate, un trident și marcă de control: XXVII Descriere revers: Băiat înaripat (Cupidon?) pe delfin spre dreapta Descriere exergă: L. LVCRETI // TRIO Legendă revers: L. LVCRETI // TRIO                                                                    | Muzeul Dunării de Jos, Călărași | Cimec    |
|      | Denar                   | Datare: 75 a.Chr. Școală: Roma Descoperit: jud. Călărași, com. Jegălia, Jegălia Material: AR                                                                  | Descriere avers: Bustul lui Cupidon, cu arc și tolbă, spre dreapta Descriere revers: Templu distil în care se văd două personaje Descriere exergă: C. EGNATIVS CN.F Legendă revers: C. EGNATIVS CN.F - CN.N | Muzeul Dunării de Jos, Călărași | Cimec    |
|      | Denar                   | Datare: 74 a.Chr. Școală: Roma Descoperit: jud. Călărași, com. Jegălia, Jegălia Material: AR                                                                  | Descriere avers: Bustul Dianei, cu arc și tolbă, spre dreapta Descriere revers: Câine de vânătoare alergând spre dreapta; dedesubt o suliță Descriere exergă: C. POSTVMI // AT (AT în ligatură) Legendă revers: C. POSTVMI // AT (AT în ligatură)                                                                     | Muzeul Dunării de Jos, Călărași | Cimec    |
|      | Denar                   | Datare: 72 a.Chr. Școală: Roma Descoperit: jud. Călărași, com. Jegălia, Jegălia Material: AR                                                                  | Descriere avers: Bustul Amphitritei spre dreapta; în față și în spate câte o marcă de control (semilună și crab) Descriere revers: Neptun în bigă trasă de hipocampi spre dreapta; deasupra marcă de control: o semilună Descriere exergă: Q. CREPEREI M.F // ROCVS Legendă revers: Q. CREPEREI M.F // ROCVS          | Muzeul Dunării de Jos, Călărași | Cimec    |
|      | Denar                   | Datare: 67 a.Chr. Școală: Roma Descoperit: jud. Călărași, com. Jegălia, Jegălia Material: AR                                                                  | Descriere avers: Capul lui Apollo spre dreapta; în spate, marcă de control Descriere revers: Călăreț spre dreapta Legendă revers: C. PISO L.F FRVGI | Muzeul Dunării de Jos, Călărași | Cimec    |
|      | Denar                   | Datare: 67 a.Chr. Școală: Roma Descoperit: jud. Călărași, com. Jegălia, Jegălia Material: AR                                                                  | Descriere avers: Capul lui Apollo spre dreapta; în spate, marcă de control Descriere revers: Călăreț spre dreapta; deasupra, marcă de control Legendă revers: C. PISO L.F FRVGI | Muzeul Dunării de Jos, Călărași | Cimec    |
|      | Denar                   | Datare: 67 a.Chr. Școală: Roma Descoperit: jud. Călărași, com. Jegălia, Jegălia Material: AR                                                                  | Descriere avers: Capul lui Apollo spre dreapta Descriere revers: Călăreț spre dreapta Legendă revers: C. PISO L.F FRVGI | Muzeul Dunării de Jos, Călărași | Cimec    |
|      | Denar                   | Datare: 63 a.Chr. Școală: Roma Descoperit: jud. Călărași, com. Jegălia, Jegălia Material: AR                                                                  | Descriere avers: Cap Ceres spre dreapta, între două spice Descriere revers: Scaun curul; în stânga și în dreapta fascii Legendă revers: L. FVRI / CN.F | Muzeul Dunării de Jos, Călărași | Cimec    |
|      | Denar                   | Datare: 56 a.Chr. Școală: Roma Descoperit: jud. Călărași, com. Jegălia, Jegălia Material: AR                                                                  | Descriere avers: Bustul Dianei spre dreapta; în spate lituus Descriere revers: Sulla șezând spre stânga; în stânga, Bocchus îngenuncheat, cu ramură de măslin, iar în dreapta Jugurtha îngenuncheat, cu mâinile legate la spate Legendă revers: FELIX                                                                 | Muzeul Dunării de Jos, Călărași | Cimec    |
|      | Denar                   | Datare: 56 a.Chr. Școală: Roma Descoperit: jud. Călărași, com. Jegălia, Jegălia Material: AR                                                                  | Descriere avers: Bustul Venerei spre dreapta; în spate, sceptru Descriere revers: Trei trofee; în stânga și în dreapta, însemnele pontificale Legendă revers: FAVSTVS în ligatură | Muzeul Dunării de Jos, Călărași | Cimec    |
|      | Denar                   | Datare: 55 a.Chr. Școală: Roma Descoperit: jud. Călărași, com. Jegălia, Jegălia Material: AR                                                                  | Descriere avers: Bust Genius Populi Romani spre dreapta; în spate, sceptru Descriere revers: Vultur pe fulger spre dreapta; în stânga, lituus și în dreapta, un vas Descriere exergă: Q. CASSIVS Legendă revers: Q. CASSIVS                                                                                           | Muzeul Dunării de Jos, Călărași | Cimec    |
|      | Denar                   | Datare: 46 a.Chr. Școală: Roma Descoperit: jud. Călărași, com. Jegălia, Jegălia Material: AR                                                                  | Descriere avers: Capul Romei cu coif spre dreapta; în spate, sceptru Descriere revers: Cornul abundenței pe glob; în stânga, un sceptru, iar în dreapta, o cârmă Legendă revers: T. CARIS | Muzeul Dunării de Jos, Călărași | Cimec    |
|      | Denar                   | Datare: 46 a.Chr. Școală: Roma Descoperit: jud. Călărași, com. Jegălia, Jegălia Material: AR                                                                  | Descriere avers: Bustul Victoriei spre dreapta Descriere revers: Victorie în cvadrigă spre dreapta Legendă revers: T. CARISI | Muzeul Dunării de Jos, Călărași | Cimec    |
|      | Denar                   | Datare: 79 a.Chr. Școală: Roma Descoperit: jud. Călărași, com. Jegălia, Jegălia Material: AR                                                                  | Descriere avers: Bustul Dianei, cu arc și tolbă pe umărul stâng, spre dreapta Descriere revers: Victorie în bigă spre dreapta; marcă de control: LIIII Descriere exergă: TI. CLAVD TI.F // AP.N (VD și AP în ligatură) Legendă revers: TI. CLAVD TI.F // AP.N (VD și AP în ligatură)                                  | Muzeul Dunării de Jos, Călărași | Cimec    |
|      | Denar                   | Datare: 46 a.Chr. Școală: Roma Descoperit: jud. Călărași, com. Jegălia, Jegălia Material: AR                                                                  | Descriere avers: Bustul Victoriei spre dreapta Descriere revers: Victorie în cvadrigă spre dreapta Descriere exergă: T. CARISI Legendă revers: T. CARISI | Muzeul Dunării de Jos, Călărași | Cimec    |
|      | Denar                   | Datare: 46 a.Chr. Școală: Roma Descoperit: jud. Călărași, com. Jegălia, Jegălia Material: AR                                                                  | Descriere avers: Cap Ceres spre dreapta Descriere revers: Însemnele pontificale Legendă revers: AVGVR / PONT.MAX | Muzeul Dunării de Jos, Călărași | Cimec    |
|      | Denar                   | Datare: Sec. II-I a.Chr. Școală: Atelier neprecizat Descoperit: jud. Călărași, com. Jegălia, Jegălia Material: AR                                             | Descriere avers: Capul Romei cu coif spre dreapta Descriere revers: Cvadrigă spre dreapta Legendă revers: Incertă | Muzeul Dunării de Jos, Călărași | Cimec    |
|      | Denar - imitație        | Datare: Post 86 a.Chr. Școală: Atelier neprecizat Descoperit: jud. Călărași, com. Jegălia, Jegălia Material: AR                                               | Descriere avers: Capul lui Apollo laureat spre dreapta Descriere revers: Jupiter în cvadrigă spre dreapta Legendă revers: Fără legendă | Muzeul Dunării de Jos, Călărași | Cimec    |
|      | Denar - imitație        | Datare: Post 79 a.Chr. Școală: Atelier neprecizat Descoperit: jud. Călărași, com. Jegălia, Jegălia Material: AR                                               | Descriere avers: Capul Venerei spre dreapta Descriere revers: Victorie în trigă spre dreapta Descriere exergă: Legendă coruptă Legendă revers: Legendă coruptă | Muzeul Dunării de Jos, Călărași | Cimec    |
|      | Tetradrahmă             | Datare: Sec. II-I a.Chr. Școală: Thasos Descoperit: jud. Călărași, com. Jegălia, Jegălia Material: AR                                                         | Descriere avers: Capul lui Dionysos cu cunună de iederă spre dreapta Descriere revers: Heracles din față, cu blana leului din Nemeea pe brațul stâng, rezemându-se cu mâna dreaptă pe măciucă Descriere exergă: ΘΑΣΙΩΝ Legendă revers: ΣΩΤΕΡΟΣ ΗΡΑΚΛΕΟΥΣ // ΘΑΣΙΩΝ                                                    | Muzeul Dunării de Jos, Călărași | Cimec    |
|      | Ducat                   | Datare: 1596 Descoperit: jud. Călărași, com. Grădiștea, Rasa Material: aur                                                                                    | Descriere avers: Cavaler în armură, stând în picioare, spre dreapta; ține în mâna stângă un mănunchi de săgeți, iar în mâna dreaptă spadă. Descriere revers: Legenda pe cinci rânduri în cartuș pătrat. Legendă revers: MO ORDI/PROVIN/FOEDER/BELG AD/LEG IMP                                                         | Muzeul Dunării de Jos, Călărași | Cimec    |
|      | Ducat                   | Datare: 1587 Descoperit: jud. Călărași, com. Grădiștea, Rasa Material: aur                                                                                    | Descriere avers: Cavaler în armură, stând în picioare, spre dreapta; ține în mâna stângă un mănunchi de săgeți, iar în mâna dreaptă spadă. Descriere revers: Legenda pe cinci rânduri în cartuș pătrat. Legendă revers: MO ORDI/PROVIN/FOEDER/BELG AD/LEG IMP                                                         | Muzeul Dunării de Jos, Călărași | Cimec    |
|      | Ducat                   | Datare: 1587 Școală: Dordrecht Descoperit: jud. Călărași, com. Grădiștea, Rasa Material: aur                                                                  | Descriere avers: Cavaler în armură, stând în picioare, spre dreapta; ține în mâna stângă un mănunchi de săgeți, iar în mâna dreaptă spadă. Descriere revers: Legenda pe cinci rânduri în cartuș pătrat. Legendă revers: MO ORDI/PROVIN/FOEDER/BELG AD/LEG IMP                                                         | Muzeul Dunării de Jos, Călărași | Cimec    |
|      | Ducat                   | Datare: 1589 Descoperit: jud. Călărași, com. Grădiștea, Rasa Material: aur                                                                                    | Descriere avers: Suveranul în armură, stând în picioare, spre dreapta, țien glob cruciger în mâna stângă și sceptru în mâna dreaptă. Jos, semn de monetar. Descriere revers: Scut scartelat, timbrat de coroană Legendă revers: •ARCHID•AVS•DVX• - •BVR•MA•MO•1589                                                    | Muzeul Dunării de Jos, Călărași | Cimec    |
|      | Ducat                   | Datare: 1596 Descoperit: jud. Călărași, com. Grădiștea, Rasa Material: aur                                                                                    | Descriere avers: Suveranul în armură, stând în picioare, spre dreapta; ține în mâna stângă sceptru și mâna dreaptă rezemată pe șold. Descriere revers: Scut timbrat de coroană. În stănga și în dreapta câte o stea. Legendă revers: ∙NOBILITAS ESTENSIS∙                                                             | Muzeul Dunării de Jos, Călărași | Cimec    |
|      | Ducat                   | Datare: Nedatat (sfârșitul secolului XVI-începutul secolului XVII) Școală: Hall sau Mergentheim Descoperit: jud. Călărași, com. Grădiștea, Rasa Material: aur | Descriere avers: Suveranul în armură, stând în picioare, spre dreapta; ține mâna stângă rezemată pe spadă și sceptru în mâna dreaptă. Descriere revers: Scut timbrat de coroană. Legendă revers: ETOR:TEV:P:GER:ITA:MAG:CO:HA:ET:T                                                                                    | Muzeul Dunării de Jos, Călărași | Cimec    |
|      | Ducat                   | Datare: 1564 Școală: Klagenfurt Descoperit: jud. Călărași, com. Grădiștea, Rasa Material: aur                                                                 | Descriere avers: Suveranul în armură, stând în picioare, din față; ține sceptru în mâna dreaptă și glob cruciger în mâna stângă. Descriere revers: Scut cu armele Carinthiei, timbrat de coroană. Legendă revers: BO·ZC·REX·IN·HI·ARCH·AV·E·CAR·ZC·15·64                                                              | Muzeul Dunării de Jos, Călărași | Cimec    |
|      | Ducat                   | Datare: 1579 Școală: Klagenfurt Descoperit: jud. Călărași, com. Grădiștea, Rasa Material: aur                                                                 | Descriere avers: Suveranul în armură, stând în picioare, din față; ține sceptru în mâna dreaptă și spadă în mâna stângă. Descriere revers: Scut cu armele Carinthiei, timbrat de coroană. Legendă revers: AVSTRIÆ·ET·CARINTHIÆ· 79                                                                                    | Muzeul Dunării de Jos, Călărași | Cimec    |
|      | Ducat                   | Datare: 1588 Școală: Hoorn Descoperit: jud. Călărași, com. Grădiștea, Rasa Material: aur                                                                      | Descriere avers: Sf. Ladislau în armură, stând în picioare, din față; ține în mâna dreaptă halebarda și în mâna stângă spadă Descriere revers: Scutul provinciei timbrat de coroană Legendă revers: MO•NO•AVR•DOMI•WESTFRIS•15 - 88                                                                                   | Muzeul Dunării de Jos, Călărași | Cimec    |
|      | Ducat                   | Datare: 1588 Școală: Hoorn Descoperit: jud. Călărași, com. Grădiștea, Rasa Material: aur                                                                      | Descriere avers: Sf. Ladislau în armură, stând în picioare, din față; ține în mâna dreaptă halebardă și în mâna stângă spadă Descriere revers: Scutul provinciei timbrat de coroană Legendă revers: MO•NO•AVR•DOMI•WESTFRIS•15 - 88                                                                                   | Muzeul Dunării de Jos, Călărași | Cimec    |
|      | Ducat                   | Datare: 1591 Școală: Sibiu Descoperit: jud. Călărași, com. Grădiștea, Rasa Material: aur                                                                      | Descriere avers: Sf. Ladislau în armură, stând în picioare, din față; ține în mâna dreaptă halebardă, iar în mâna stângă glob cruciger. Descriere revers: Fecioara ținând pruncul cu mâna dreaptă. Jos stema Sibiului. Legendă revers: PATRONA - VNGARIE                                                              | Muzeul Dunării de Jos, Călărași | Cimec    |
|      | Ducat                   | Datare: 1539-1545 Descoperit: jud. Călărași, com. Grădiștea, Rasa Material: aur                                                                               | Descriere avers: Sf. Marcu în picioare, spre dreapta, înmânând vexillum dogelui îngenunchiat. Jos stea. Descriere revers: Iisus Hristos în mandorla înconjurat de 11 stele; cu mâna dreaptă binecuvântează, iar în mâna stângă ține Evanghelia. Legendă revers: SIT·T·XPE·DATQTV - REGISISTE·DVCAT                    | Muzeul Dunării de Jos, Călărași | Cimec    |
|      | Stater                  | Datare: Circa 250-circa225 a.Chr. Școală: Callatis Descoperit: jud. Călărași, com. Roseți Material: aur                                                       | Descriere avers: Capul Athenei, cu coif corinthian, spre dreapta. Descriere revers: Nike spre stânga, ținând în mâna dreaptă cunună, iar în mâna stângă stylis. Legendă revers: ΑΛΕΞΑΝΔΡ, în stânga monogramele K și N                                                                                                | Muzeul Dunării de Jos, Călărași | Cimec    |
|      | Altân                   | Datare: 1574-1595 Școală: Misir Descoperit: jud. Călărași, com. Jegălia, Jegălia Material: aur                                                                | Descriere avers: Legendă pe patru rânduri. Descriere revers: Legendă pe patru rânduri. Legendă revers: Sultan Murad bin Selim han azze nasrühü duribe fi Misir…. | Muzeul Dunării de Jos, Călărași | Cimec    |
|      | Tremissis               | Datare: 527-565 Școală: Constantinopol Descoperit: jud. Constanța, com. Pârjoaia (azi Izvoarele), Lipnița Material: aur                                       | Descriere avers: Bust cu diademă, cuirasă și paludamentum, spre dreapta. Descriere revers: Victorie mergând spre dreapta, cu capul întors spre stânga, ținând cunună în mâna dreaptă și glob cruciger în mâna stângă; stea în câmp dreapta. Legendă revers: VICTORIA AVGVS… RV // CONOB                               | Muzeul Dunării de Jos, Călărași | Cimec    |
|      | Ducat                   | Datare: 1595 Școală: Middelburg Descoperit: jud. Ialomița, Bora Material: aur                                                                                 | Descriere avers: Cavaler în armură, stând în picioare, spre dreapta; ține în mâna stângă un mănunchi de săgeți, iar în mâna dreaptă spadă. Descriere revers: Legenda pe cinci rânduri în cartuș pătrat. Legendă revers: MO:ORDI / PROVIN / FOEDER / BELG•AD / LEG•IMP                                                 | Muzeul Dunării de Jos, Călărași | Cimec    |
|      | Ducat unguresc          | Datare: 1591 Școală: Hoorn Descoperit: jud. Călărași, Bora Material: aur                                                                                      | Descriere avers: Sf. Ladislau în armură, stând în picioare, din față; ține în mâna dreaptă halebardă și în mâna stângă spadă Descriere revers: Scutul provinciei timbrat de coroană Legendă revers: MO•NO•AVR•DOMI•WESTFRIS 15 - 91                                                                                   | Muzeul Dunării de Jos, Călărași | Cimec    |
|      | Ducat unguresc          | Datare: 1591 Școală: Hoorn Descoperit: jud. Ialomița, Bora Material: aur                                                                                      | Descriere avers: Sf. Ladislau în armură, stând în picioare, din față; ține în mâna dreaptă halebardă și în mâna stânga spadă Descriere revers: Scutul provinciei timbrat de coroană Legendă revers: MO•NO•AVR•DOMI•WESTFRIS•15 - 91                                                                                   | Muzeul Dunării de Jos, Călărași | Cimec    |
|      | Taler                   | Datare: 1562 Școală: Saalfeld Descoperit: jud. Ialomița, Bora Material: argint                                                                                | Descriere avers: Bust cuirasat spre dreapta Descriere revers: Scut surmontat de trei coifuri Legendă revers: LANDG•THVRI•ET•MARCH•MIS/6Z | Muzeul Dunării de Jos, Călărași | Cimec    |
|      | Taler                   | Datare: 1564-1595 Școală: Hall Descoperit: jud. Ialomița, Bora Material: argint                                                                               | Descriere avers: Bustul arhiducelui spre dreapta Descriere revers: Scut timbrat de coroană. Legendă revers: •DVX•BVRGVND – CO:TIROLIS | Muzeul Dunării de Jos, Călărași | Cimec    |
|      | Taler                   | Datare: Fără an Școală: Hall Descoperit: jud. Ialomița, Bora Material: argint                                                                                 | Descriere avers: Bustul arhiducelui spre dreapta Descriere revers: Scut timbrat de coroană. Legendă revers: •DVX•BVRGVNDIÆ – COMES•TIROLIS• | Muzeul Dunării de Jos, Călărași | Cimec    |
|      | Ducat                   | Datare: 1581 Școală: Kremnica Descoperit: jud. Ialomița, Bora Material: aur                                                                                   | Descriere avers: Fecioara ținând pruncul cu mâna dreaptă. Jos scut. Descriere revers: Sf. Ladislaus în armură stând în picioare, din față, cu halebardă în mâna dreaptă și glob cruciger în mâna stângă. Legendă revers: S LADISLAVS - REX 1581 / K - B                                                               | Muzeul Dunării de Jos, Călărași | Cimec    |
|      | Taler                   | Datare: Fără an Școală: Hall Descoperit: jud. Ialomița, Bora Material: argint                                                                                 | Descriere avers: Bustul suveranului spre dreapta Descriere revers: Vultur cu aripile deschise, purtând scut pe piept. Legendă revers: +INF:HISPA•ARCHIDVX•AVSTRIE•DVX•BVRG | Muzeul Dunării de Jos, Călărași | Cimec    |
|      | Taler                   | Datare: 1555 Descoperit: jud. Ialomița, Bora Material: argint                                                                                                 | Descriere avers: Bust cuirasat spre dreapta ținând spadă în mâna dreapta și glob cruciger în mâna stâ Descriere revers: Stemele celor trei orașe Legendă revers: DAVENTRIENSIS CAMPENSIS SWOLLENSIS | Muzeul Dunării de Jos, Călărași | Cimec    |
|      | Taler                   | Datare: 1590 Descoperit: jud. Ialomița, Bora Material: argint                                                                                                 | Descriere avers: Bustul principelui spre dreapta. Descriere revers: Stema Bathory ținută de doi îngeri Legendă revers: PRINCEPS TRANSSYLVANIAE 1590 | Muzeul Dunării de Jos, Călărași | Cimec    |
|      | Taler                   | Datare: 1564-1595 Școală: Hall Descoperit: jud. Ialomița, Bora Material: argint                                                                               | Descriere avers: Bustul arhiducelui spre dreapta Descriere revers: Scut timbrat de coroană. Legendă revers: •DVX•BVRGVNDIÆ – COMES•TIROLIS• | Muzeul Dunării de Jos, Călărași | Cimec    |
|      | Taler                   | Datare: 1564-1595 Școală: Hall Descoperit: jud. Ialomița, Bora Material: argint                                                                               | Descriere avers: Bustul arhiducelui spre dreapta Descriere revers: Scut timbrat de coroană. Legendă revers: •DVX•BVRGVND – CO:TIROLIS+ | Muzeul Dunării de Jos, Călărași | Cimec    |
|      | Taler                   | Datare: 1549 Descoperit: jud. Ialomița, Bora Material: argint                                                                                                 | Descriere avers: Sf. Gheorghe ținând stema orașului Mansfeld Descriere revers: Scut surmontat de două coifuri Legendă revers: MON NO ARG C E D I MANSF/4-9 | Muzeul Dunării de Jos, Călărași | Cimec    |
|      | Taler                   | Descoperit: jud. Ialomița, Bora Material: argint | Descriere avers: Sf. Gheorghe ucigând balaurul Descriere revers: Două scuturi alăturate fiecare surmontat de un coif Legendă revers: COMIT•ET•DOMI•I•MANSFELT/S | Muzeul Dunării de Jos, Călărași | Cimec    |
|      | Taler                   | Datare: 1564-1595 Școală: Hall Descoperit: jud. Ialomița, Bora Material: argint                                                                               | Descriere avers: Bustul arhiducelui spre dreapta. Descriere revers: Scut timbrat de coroană Legendă revers: Rv. •DVX•BVRGVND – CO:TIROLIS | Muzeul Dunării de Jos, Călărași | Cimec    |
|      | Taler                   | Datare: 1557 Descoperit: jud. Ialomița, Bora Material: argint                                                                                                 | Descriere avers: Berbec ieșit pe jumătate dintr-o clădire Descriere revers: Vultur cu aripile deschise, din față Legendă revers: DEVS SPES NOSTRA EST | Muzeul Dunării de Jos, Călărași | Cimec    |
|      | Taler                   | Datare: 1551 Școală: Annaberg Descoperit: jud. Ialomița, Bora Material: argint                                                                                | Descriere avers: Bust cuirasat, ținând o spadă cu ambele mâini. Legenda întreruptă de trei scuturi. Descriere revers: Scut între două cerculețe. Deasupra anul de batere. Legenda întreruptă de trei scuturi. Legendă revers: ARCHIMA – RSCHAL:ET – ELEC:ANB/1551                                                     | Muzeul Dunării de Jos, Călărași | Cimec    |
|      | Taler                   | Datare: 1564-1595 Școală: Hall Descoperit: jud. Ialomița, Bora Material: argint                                                                               | Descriere avers: Bustul arhiducelui spre dreapta. Descriere revers: Scut timbrat de coroană Legendă revers: •DVX•BVRGVNDIE – COMES•TIROLIS | Muzeul Dunării de Jos, Călărași | Cimec    |
|      | Taler                   | Datare: 1564-1595 Școală: Hall Descoperit: jud. Ialomița, Bora Material: argint                                                                               | Descriere avers: Bustul arhiducelui spre dreapta. Descriere revers: Scut timbrat de coroană Legendă revers: DVX•BVRGVNDIE – COMES•TIROLIS | Muzeul Dunării de Jos, Călărași | Cimec    |
|      | Taler                   | Datare: 1564-1595 Școală: Hall Descoperit: jud. Ialomița, Bora Material: argint                                                                               | Descriere avers: Bustul arhiducelui spre dreapta. Descriere revers: Scut timbrat de coroană Legendă revers: •DVX•BVRGVND: – CO:TIROLIS• | Muzeul Dunării de Jos, Călărași | Cimec    |
|      | Taler                   | Datare: 1544 Școală: Schwabach Material: argint | Descriere avers: Busturile cuirasate față în față ale celor doi suverani Descriere revers: Cruce florală cu patru scuturi între brațe Legendă revers: SI DEVS PRONOBIS QVIS CONTRA NOS | Muzeul Dunării de Jos, Călărași | Cimec    |
|      | Taler                   | Datare: 1577 Descoperit: jud. Ialomița, Bora Material: argint                                                                                                 | Descriere avers: Scut surmontat de anul emiterii Descriere revers: Sf. Gheorghe pe cal, ucigând un balaur cu sulița Legendă revers: Rv. RVDOLPHVS•II•D:G•ROM•IMPE:SEM •A:P•F•D• | Muzeul Dunării de Jos, Călărași | Cimec    |
|      | Taler                   | Datare: 1579 Școală: Dresda Descoperit: jud. Ialomița, Bora Material: argint                                                                                  | Descriere avers: Bustul cuirasat al suveranului spre dreapta, ținând cu ambele mâini o spadă rezemată de umărul drept. Descriere revers: Scut surmontat de trei coifuri Legendă revers: •ALCHIMARS - CHAL•ET•ELEC/HB                                                                                                  | Muzeul Dunării de Jos, Călărași | Cimec    |
|      | Taler (30 de stuiver)   | Datare: 1563 Descoperit: jud. Ialomița, Bora Material: argint                                                                                                 | Descriere avers: Scut surmontat de un coif. Descriere revers: Vultur cu aripile deschise, din față Legendă revers: DENARIVS NOVVS TRIGINTA STVFERORVM | Muzeul Dunării de Jos, Călărași | Cimec    |